# Bruno Vieira Amaral
Bruno Vieira Amaral (Barreiro, 1978) é um escritor, crítico literário e tradutor português. É licenciado em História Moderna e Contemporânea, pelo ISCTE.
No ano de 2002 foi selecionado para a Mostra Nacional de Jovens Criadores através da sua poesia. Fez várias colaborações no DN Jovem, na revista Atlântico e no jornal i. Atualmente, executa as tarefas de crítico literário, tradutor e autor do Guia Para 50 Personagens da Ficção Portuguesa, e é autor de vários blogues, como o Circo da Lama.
É, ainda, editor-adjunto da revista LER e assessor de comunicação das editoras do Grupo Bertrand Círculo.

## Prémios
O seu romance de estreia, As Primeiras Coisas, valeu-lhe o Prémio de Livro do Ano da revista TimeOut (2013), o Prémio Fernando Namora 2013, o Prémio PEN Narrativa 2013 e o Prémio Literário José Saramago 2015.

## Obras
- As Primeiras Coisas (2013, Quetzal Editores)[7]
- Guia Para 50 Personagens da Ficção Portuguesa (2013, Guerra & Paz Editores)[7]
- Aleluia! (2015, Fundação Francisco Manuel dos Santos)[7]
- Hoje estarás comigo no Paraíso (2017, Quetzal Editores)[7]
- Toda a Gente Tem um Plano (2024, Quetzal Editores)[8]